# Sahle Dengel
Sahle Dengel (fl. XIX secolo) è stato un imperatore etiope, nəgusä nägäst (re dei re) d'Etiopia per diversi periodi tra il 1832 e il 1855, verso la fine dell'Era dei Principi. Era figlio di Gebre Mesay, un probabile discendente dell'imperatore Fasilides.
Dengel è sovrano d'Etiopia nel 1832, venendo reinstaurato nell'ottobre del 1832 (succedendo a Ghebrè Cristòs). Nel 1832 Egwale Anbesa si era proclamato imperatore d'Etiopia e Dengel l'aveva decapitato mettendo la sua testa in un albero a Adababay. Mantiene la carica fino al 29 agosto del 1840 quando Giovanni III diviene imperatore. Reinstaurato nell'ottobre del 1841, Dengel rimane sovrano d'Etiopia fino al 1845. In seguito, dopo esser nuovamente succeduto a Giovanni III, ritorna imperatore tra il 1845 e il 1850. Nel 1850 Giovanni III viene reinstaurato ma rimane in carica solamente per un anno. Nel 1851 Dengel viene richiamato, rimanendo imperatore fino all'11 febbraio del 1855.